# مجلس العدل والشؤون الداخلية

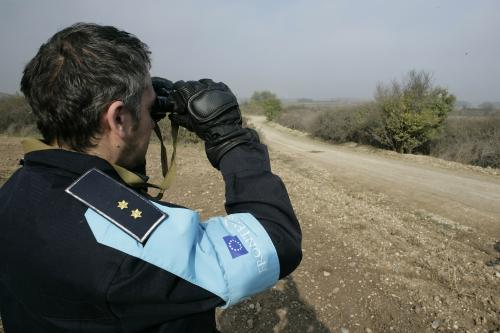
عضو فرونتكس في أول دورية مشتركة مع الشرطة اليونانية على الحدود اليونانية التركية في كاستانيا.

مجلس العدل والشؤون الداخلية هو أحد تشكيلات مجلس الاتحاد الأوروبي ويتألف من وزراء العدل والشؤون الداخلية في الدول الأعضاء في الاتحاد الأوروبي.

## التكوين
يتألف المجلس من وزراء العدل والشؤون الداخلية. بينما ترسل معظم الدول الأعضاء وزيرًا لكلا القطاعين، ترسل دول أخرى وزيرًا للعدل وآخر للشؤون الداخلية.
كما يشارك في الاجتماعات المفوض الأوروبي للشؤون الداخلية والمفوض الأوروبي للعدالة والمساواة.

## المهام
يقوم مجلس العدل والشؤون الداخلية بتطوير التعاون والسياسات المشتركة حول مختلف القضايا العابرة للحدود، بهدف بناء منطقة عدالة على مستوى الاتحاد الأوروبي.
تشمل القضايا العابرة للحدود ضمان الحقوق الأساسية، وحرية تنقل المواطنين، والحماية المدنية، ومسائل اللجوء والهجرة، والتحقيقات المشتركة في الجريمة المنظمة العابرة للحدود، وإستراتيجية الأمن للاتحاد الأوروبي، بما في ذلك مكافحة الإرهاب والجريمة المنظمة، والجرائم الإلكترونية والتطرف العنيف.
يغطي المجلس التشريعات المتعلقة بـ:
- حرية تنقل الأشخاص واللجوء والهجرة
- التعاون القضائي في الشؤون المدنية
- التعاون القضائي في المسائل الجنائية
- التعاون الشرطي والجمركي
- جنسية الاتحاد
- محاربة التمييز
- محاربة الإرهاب
- محاربة الجريمة المنظمة
- محاربة الاتجار بالبشر
- مكافحة المخدرات
- العدل والحرية والأمن

## الإجراء التشريعي
منذ دخول معاهدة لشبونة حيز التنفيذ، يتخذ المجلس قراراته بشأن معظم تشريعات العدالة والشؤون الداخلية في قرار مشترك مع البرلمان الأوروبي وفقًا للإجراء التشريعي العادي.

## الإدارة
يتم إعداد أعمال ومهام المجلس المتعلقة بالعدل والشؤون الداخلية من قبل المديرية العامة للعدل والشؤون الداخلية.